# Andraž Reich Pogladič
Andraž Reich Pogladič (1993) è un ex sciatore alpino sloveno.

## Biografia
Attivo in gare FIS dal dicembre del 2008, Reich Pogladič ha debuttato in Coppa Europa il 10 marzo 2011 a Sella Nevea in supergigante (56º) e in Coppa del Mondo il 2 febbraio 2014 a Sankt Moritz in slalom gigante, senza portare a termine la gara. Il 14 marzo 2015 ha disputato a Kranjska Gora in slalom gigante la sua ultima gara in Coppa del Mondo, che non ha compeltato (non ha portato a termine nessuna delle tre gare nel massimo circuito cui ha preso parte) e si è ritirato al termine della stagione 2016-2017; la sua ultima gara è stata uno slalom gigante FIS disputato il 7 aprile ad Aspen, non completato da Reich Pogladič. In carriera non ha preso parte a rassegne olimpiche o iridate.

## Palmarès

### Coppa Europa
- Miglior piazzamento in classifica generale: 131º nel 2014

### Campionati sloveni
- 1 medaglia:
  - 1 argento (slalom gigante nel 2015)